# Almudena Amor

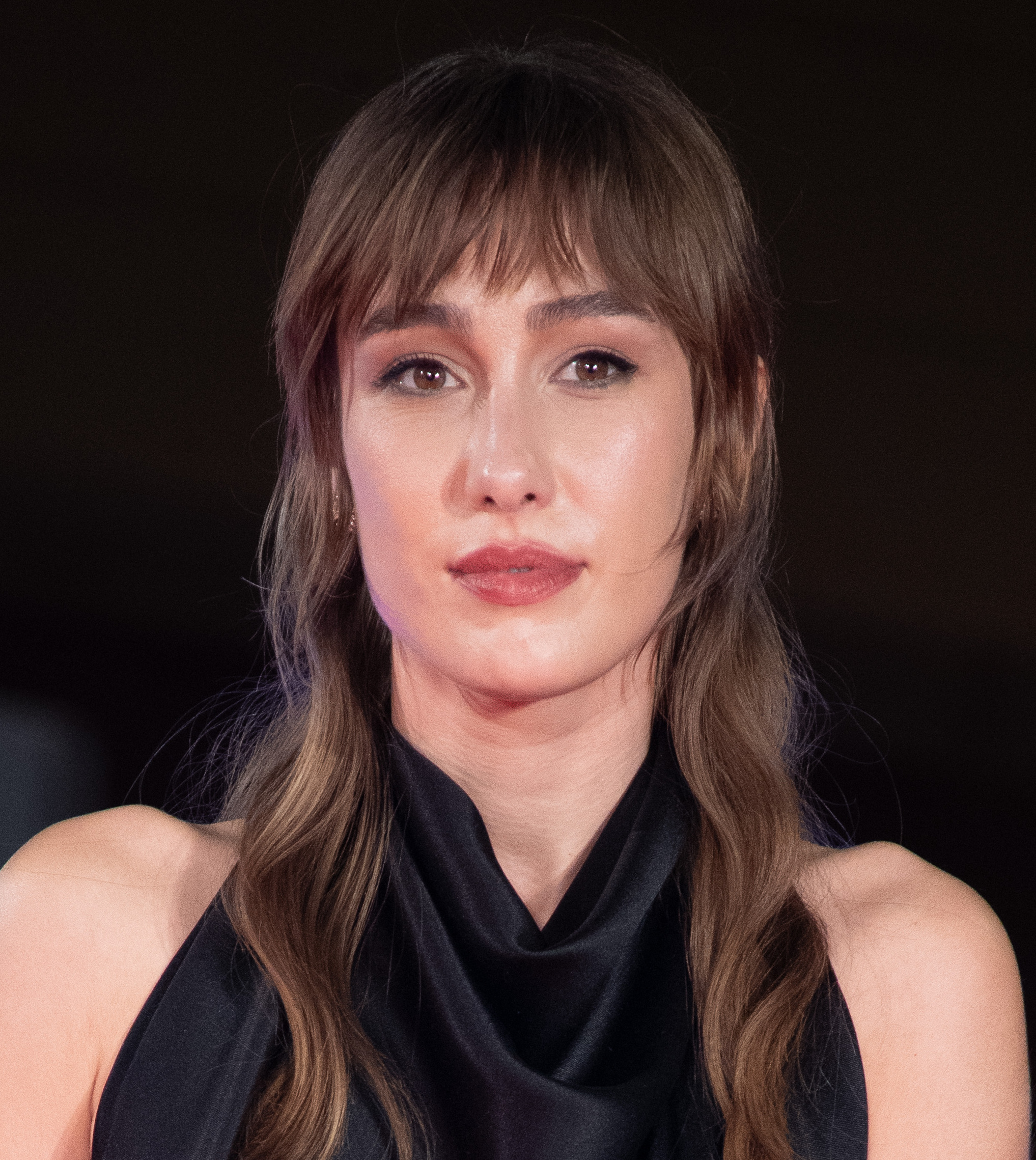
Almudena Amor (2024)

Almudena Parejo Amor (* 30. März 1994 in Madrid) ist eine spanische Schauspielerin.

## Leben
Almudena Amor sammelte im Alter von 15 Jahren erste Theatererfahrungen, ihre Schauspielausbildung erhielt sie an der Schauspielschule Mar Navarro im Madrider Stadtbezirk Carabanchel.
Im Horrorfilm La Abuela – Sie wartet auf Dich hatte sie 2021 eine Hauptrolle als Susana, eine junge Spanierin, die als Model in Paris arbeitet und zu ihrer nach einer Hirnblutung pflegebedürftigen Großmutter in die Heimat zurückkehrt. Im selben Jahr war sie in der Filmkomödie Der perfekte Chef von Fernando León de Aranoa mit Javier Bardem als dessen Marketingpraktikantin Liliana zu sehen, für deren Darstellung sie unter anderem 2022 für einen Goya als beste Nachwuchsdarstellerin nominiert wurde.
In der Netflix-Serie Stumm (2023) mit Arón Piper und Manu Ríos verkörperte sie die Rolle der Psychiaterin Ana Dussuel. Außerdem stand sie für Dreharbeiten zum Netflix-Horrfilm Die Todesschwester als Schwester Socorro sowie zum Thriller La mujer dormida von Laura Alvea vor der Kamera, in dem sie an der Seite von Javier Rey die weibliche Hauptrolle Ana übernahm.
In den deutschsprachigen Fassungen wurde sie von Lea Kalbhenn in Der perfekte Chef sowie von Giuliana Jakobeit in La Abuela – Sie wartet auf Dich synchronisiert.

## Filmografie (Auswahl)
- 2019: Millones de años (Kurzfilm)
- 2020: Tus Monstruos (Fernsehserie)
- 2020: Annie (Kurzfilm)
- 2021: Der perfekte Chef (El buen patrón)
- 2021: La Abuela – Sie wartet auf Dich (La Abuela)
- 2021: Historias para no dormir – Freddy (Fernsehserie)
- 2022: Son pardos (Kurzfilm)
- 2023: Stumm (El silencio, Mini-Serie)
- 2023: Die Todesschwester (Hermana Muerte)
- 2024: La mujer dormida

## Auszeichnungen und Nominierungen
Goya 2022
- Nominierung in der Kategorie Beste Nachwuchsdarstellerin für Der perfekte Chef[10]